# Henryk I (król Francji)
Henryk I (ur. 4 maja 1008 w Reims, zm. 4 sierpnia 1060 w Vitry-aux-Loges) – król Franków (Francji) w latach 1031–1060 (koregent do 1027), książę Burgundii (1016-1032). Syn Roberta II Pobożnego z dynastii Kapetyngów i Konstancji Prowansalskiej.

## Życiorys
Urodził się w Reims. Został koronowany na króla w katedrze w Reims, 14 maja 1027 – według tradycji kapetyńskiej, kiedy jego ojciec wciąż żył. Jego rządy podobnie jak rządy jego poprzedników były naznaczone przez walki terytorialne. W 1025 Henryk przyłączył się do brata Roberta wspieranego przez ich matkę, który zbuntował się przeciwko ich ojcu. Robert ostatecznie został królem i po śmierci ojca musiał sam uporać się z niedawno sprzymierzonym z nim bratem. W 1032 Henryk dał Robertowi Burgundię, którą sam w 1016 otrzymał od ojca.
Henryk I zmarł w 1060 w Vitry-en-Brie i został pochowany w bazylice Saint-Denis. Jego następcą został najstarszy syn Filip I (1060-1108), wówczas 7-letni. Regentką w imieniu Filipa została królowa-wdowa.

## Małżeństwa i potomstwo
Henryk miał 3 żony:
- Matylda (zm. 1034), córka cesarza Konrada II
- od 1043 Matylda (zm. 1044) córka Liudolfa, margrabiego Fryzji
- Anna Kijowska (ur. 1024, zm. 1076), córka Jarosława Mądrego – wielkiego księcia kijowskiego. Poślubiona 19 maja 1051[1] w Reims. Z nią doczekał się czworga dzieci:
  - Filip I (ur. 1053, zm. 1108) – król Francji (1060-1108, koronowany w 1059)
  - Robert (ur. 1054, zm. 1063)
  - Emma (ur. 1055, zm. 1109)
  - Hugo de Vermandois (ur. 1057, zm. 1102) – hrabia Vermandois i Valois, jeden z przywódców I krucjaty.